# Croupier – Das tödliche Spiel mit dem Glück
Croupier – Das tödliche Spiel mit dem Glück (Originaltitel: Croupier), auch bekannt als Der Croupier, ist ein britisches Filmdrama von Mike Hodges aus dem Jahr 1998. Es gehört zur Gattung Neo-Noir.

## Handlung
Jack Manfred hat seine Vergangenheit als Croupier hinter sich gelassen, um Schriftsteller in London zu werden. Aber seine Geschichten verkaufen sich nicht, und so muss er doch wieder als Croupier eines Londoner Casinos arbeiten – das Vorstellungsgespräch wurde von seinem Vater arrangiert, einem kleinen Gauner in seiner Heimat in Südafrika. Vielleicht findet er hier auch genügend Inspiration für einen großen Roman.
Der Casinoleiter macht ihm deutlich, was er von Jack zu erwarten hat: Er darf inner- und außerhalb des Casinos an keinem Glücksspiel teilnehmen, private Kontakte zur Kundschaft oder zu Kollegen sind verboten, Affären oder Beziehungen zu weiblichen Kollegen sind untersagt, Betrugsversuche von Kunden und Kollegen müssen sofort gemeldet werden. Jack wird in die Welt der Casinos hineingezogen, und der Job nimmt allmählich sein Leben in Beschlag. Er hält sich zwar weitgehend an die Regeln, schafft es aber, trotz seiner besten Absichten, jede Regel zu brechen. Er trinkt mit seinem Kollegen Matt, von dem er weiß, dass er das Casino betrügt. Einige Tage später schläft er mit seiner Kollegin namens Bella und verstößt damit gegen weitere Regeln des Casinos.
Seine Beziehung zu seiner Freundin Marion beginnt sich zu verschlechtern, als er sie einen Entwurf seines Buches lesen lässt, in dem es um einen kalten, gefühllosen Croupier namens Jake geht, der es genießt, die Spieler verlieren zu sehen – eine Figur, die offensichtlich auf Jack selbst basiert. Bella stellt Jack vor seiner Wohnung zur Rede, beschuldigt ihn, sie gefeuert zu haben, und erzählt Marion von dem One-Night-Stand. Marion und Jack gehen nun getrennte Wege.
Jack freundet sich mit der Spielerin Jani an – ein weiterer schwerer Verstoß gegen die Casino-Regeln – und sie treffen sich privat und fahren gemeinsam weg. Jani zeigt ihm ihre blauen Flecken, die sie sich von den Glücksspiel-Gläubigern geholt hat, und bittet Jack, der Insider für einen geplanten Raubüberfall im Casino zu sein. Er müsse nur Alarm schlagen, wenn ein Spieler an seinem Tisch betrügt. Jack willigt schließlich ein und akzeptiert einen Vorschuss von 10.000 Pfund und weitere 10.000 Pfund, wenn der Überfall glückt. Dabei stellt er fest, dass Janis Verletzungen vorgetäuscht waren. Er trennt sich von Jani.
Marion versöhnt sich mit Jack, er verspricht ihr, dass er den Job demnächst kündigen wird. Marion findet indes heraus, dass er in kriminelle Aktivitäten verwickelt ist und versucht, dies zu vereiteln. Sie löscht Janis’ Telefonnachricht für Jack, in der sie ihm mitteilt, dass der Raubüberfall am Heiligabend stattfinden soll, und alarmiert stattdessen einen ehemaligen Kollegen bei der Polizei. In der Nacht des Raubes wird Jack von einem Spieler getreten und zusammengeschlagen, während andere versuchen, das Geld zu erbeuten, doch sie scheitern. Jack liegt schwerverletzt auf dem Boden. Jack wacht im Krankenhaus wieder auf. Marion und Jack streiten sich, versöhnen sich aber schnell.
Als es spät in der Nacht an der Tür klopft, nimmt Jack an, dass es sich um die Casino-Räuber handelt, die die Rückgabe ihres Vorschusses fordern. Stattdessen ist es ein Polizist, der ihm mitteilt, dass Marion offenbar bei einem Unfall mit Fahrerflucht ums Leben gekommen ist.
Jack stellt sein Buch fertig und lässt es anonym veröffentlichen. Es wird ein großer Erfolg, aber er ändert nichts an seinem Leben. Er arbeitet weiterhin als Croupier, lebt in seiner Kellerwohnung und kauft sich nicht einmal ein neues Auto, was er anfangs so sehr wollte. Nach dem Feierabend erhält er einen Anruf, diesmal von Jani, die ihm zu seiner Rolle bei dem versuchten Raubüberfall gratuliert und ihm sagt, dass sie davon erheblich profitiert hat. Dann holt sie seinen Vater ans Telefon, der zu seinen Sohn sagt, dass er den Casino-Raub arrangiert hat und der Croupier-Job für Jack von langer Hand geplant war. Jack erfährt, dass sie sich mit Jacks Vater verloben wird.
Verblüfft, aber amüsiert, legt Jack auf. In diesem Moment erscheint Bella aus dem Schlafzimmer und küsst ihn.

## Trivia
- Jack kauft in der Buchhandlung das Buch Scarne on Cards von John Scarne. Außerdem liegt zu Beginn des Films ein Exemplar von Scarne’s Complete Guide To Gambling auf dem Tisch neben Jacks Schreibcomputer. Scarne war ein Meister der Kartenmanipulation und gab in seinen Büchern eine Fülle von Informationen über Kartentricks und Glücksspiele weiter.

## Kritik
Der Film wurde von den Kritikern überwiegend positiv aufgenommen und erhielt bei Metacritic ein Metascore von 75/100 basierend auf 28 Rezensionen, sowie auf Rotten Tomatoes eine Bewertung von 95 Prozent, basierend auf 58 ausgewerteten Kritiken. Zusammenfassend heißt es dort, der Schriftsteller, der nach menschlichen Wahrheiten und realen Erfahrungen sucht, sei eine hinreichend bekannte Geschichte. Der Film sei aber ein kühler sowie raffinierter Thriller und biete „eine aufrüttelnde und fesselnde Kulisse für einen Blick auf unsere dunklen Seiten“. Der Filmkritiker Roger Ebert bewertete den Film mit drei von vier Sternen und merkte an, dass der Kern des Films nicht die Handlung, sondern die Atmosphäre und die Figuren seien. Er lobte außerdem die realistische Darstellung des Casinos selbst.

„Das hysterische Geschehen am Roulette-Filz benutzt er für seinen Roman und kommentiert es ironisch aus dem Off. Eine Technik des Film noir – nur bleibt hier lange offen, wer zu den Verlierern gehört und wer nicht. Dabei überzeugt Jack-Darsteller Clive Owen in diesem intelligenten Vexierspiel, die Frauenfiguren bleiben eher blaß. […]“